# (10971) van Dishoeck
(10971) van Dishoeck – planetoida z grupy pasa głównego asteroid okrążająca Słońce w ciągu 3 lat i 305 dni w średniej odległości 2,45 j.a. Została odkryta 29 września 1973 roku. Przed nadaniem nazwy planetoida nosiła oznaczenie tymczasowe (10971) 1179 T-2.